# Lac Sary Kamysh
Le lac Sary Kamysh, également appelé Sarygamysh ou Sarykamysh (en turkmène Sarygamyş köli, qui signifie  «roseau», en ouzbek Sariqamish ko‘li, et en russe Сарыкамы́шское озеро) est un lac légèrement salé situé dans le nord du Turkménistan et l'ouest de l'Ouzbékistan, entre la mer Caspienne et la mer d'Aral. Le lac a actuellement une superficie de près de 5 000 km2 avec une longueur de 89 km, une largeur de 69 km et une profondeur maximale de 40 m. C'est actuellement le plus grand lac du pays. 
Contrairement à la mer d'Aral qui régresse rapidement, le lac Sary Kamish est en train de s'agrandir car depuis 1971 l'Amou-Daria recommence à couler à travers le Darjalyk, un de ses anciens bras qui alimente cette dépression. Ce changement fait partie des mesures pour améliorer l'irrigation dans le bassin de l'Amou-Darya, en particulier pour la culture du coton, au détriment d'autres.
Dans les temps historiques, la dépression du Sary Kamish a souvent été remplie par les eaux de l'Amou Daria. Lorsqu'elles atteignent l'altitude de 50 à 62 mètres, elles débordent et poursuivent leur route vers la mer Caspienne en suivant le lit de l'Ouzboï. Cette voie a cessé de fonctionner la dernière fois, il y a près de 400 ans lorsque la plupart des eaux de l'Amou-Darya ont été réorientées vers la mer d'Aral, elles avaient atteint le Sary Kamish pour la dernière fois en 1878, et la dépression n'était plus remplie que par quelques petits lacs très salés (moins de 100 km2).
La qualité de l'eau est menacée par les pesticides et les herbicides utilisés par les agriculteurs et qui s'accumulent dans ce bassin endoréique. Cependant, la pêche joue un rôle économique important.

## Référence
- (de) Cet article est partiellement ou en totalité issu de l’article de Wikipédia en allemand intitulé « Sarykamyschsee » (voir la liste des auteurs).

1. ↑  « Озеро Сарыкамышское: описание, исторические факты, интересные факты », sur autogear.ru (consulté le 6 juin 2022)